# Чорнобильське намисто
Чорнобильське намисто — це горизонтальний шрам біля основи горла, який утворився в результаті операції з видалення раку щитоподібної залози, спричиненого радіоактивними опадами внаслідок ядерної аварії. Цей шрам став розглядатися як один із найяскравіших проявів наслідків Чорнобильської катастрофи.
Термін отримав свою назву від зростання випадків раку щитоподібної залози після Чорнобильської катастрофи. Шрам також називають «Білоруським намистом» у зв'язку з великою кількістю випадків раку щитоподібної залози в країні, спричинених ядерними опадами із сусідньої України. Використання слова «намисто» вказує на його візуальну подібність із горизонтальним шрамом на шиї, але також протиставляє негативне значення шраму красі справжнього намиста.

## Причини
Ізотоп радіоактивного йоду йод-131 (131I) має відносно високий вихід продуктів поділу; у разі ядерної аварії 131I викидається в навколишнє середовище у вигляді ядерних опадів. Йод є життєво важливим мікроелементом у біології хребетних і має тенденцію до біонакопичення в щитоподібній залозі — в основному йодозалежному органі тіла, якому він потрібен для синтезу тиреоїдних гормонів. З навколишнього середовища 131I поглинається з їжею і, як стабільний ізотоп 127I, накопичується в щитоподібній залозі; опинившись там, бета-випромінювання високої енергії, яке випромінює 131I, значно підвищує ризик раку. Для лікування раку щитоподібної залози може знадобитися хірургічне втручання, яке потенційно може залишити пацієнта з одним або двома горизонтальними шрамами біля основи шиї. Саме ці шрами охрестили «Чорнобильським намистом»

## Випадки
Після Чорнобильської катастрофи різко зросла кількість захворювань на рак щитоподібної залози серед цивільного населення Білорусі, України, Росії та Польщі. За оцінками, багато хто з постраждалих мають намисто, однак статистичної інформації щодо постраждалого населення наразі немає. Докладніше дивіться у статті про наслідки Чорнобильської катастрофи.
Після аварії на атомній електростанції «Фукусіма-дайічі» з’явилися деякі припущення, що Японія зіткнулася з подібною ситуацією: її постраждале населення може отримати подібну операцію та шрами («носити чорнобильське намисто») у майбутньому.

## У літературі
Це явище лягло у назву книги 1999 року «Багряне намисто» поета-чорнобильця Валентина Михайлюка.